# Cerro al Lambro
Cerro al Lambro es una localidad y comune italiana de la provincia de Milán, región de Lombardía, con 4.344 habitantes.

## Evolución demográfica
| Gráfica de evolución demográfica de Cerro al Lambro entre 1861 y 2001 |
|                                                                       |
| Fuente ISTAT - elaboración gráfica de Wikipedia                       |